# Григорьев, Юрий Сергеевич
Юрий Сергеевич Григорьев (1905—1975) — советский ботаник-систематик и геоботаник, специалист по флоре и растительности Таджикистана, заслуженный деятель науки Таджикской ССР (1945).

## Биография
Родился в Санкт-Петербурге 14 декабря 1905 года. В 1923 году поступил на биологический факультет Петроградского государственного университета, однако не закончил его.
В 1926 году участвовал в экспедиции по окрестностям озера Эльтон, в 1930 году — в Рын-пески, в 1931 году — на Тарбагатай и Джунгарские Ворота, организованные Всесоюзным институтом каучука и гуттаперчи.
С 1931 года работал в Таджикской базе АН СССР, впоследствии — старшим научным сотрудником, заместителем директора Ботанического института, заведующего гербарием.
Являлся научным работником Ботанического института АН СССР по специальности систематика и география растений. 
В 1945 году Ю. С. Григорьеву было присвоено звание заслуженного деятеля науки Таджикской ССР. В 1946 году он был награждён медалью «За доблестный труд в Великой Отечественной войне 1941—1945 гг.»
С 1965 по 1969 год преподавал в звании профессора в Ленинградском государственном педагогическом институте.
Ю. С. Григорьев занимался флористическими исследованиями в Таджикистане, участвовал в написании монографии «Флоры Таджикистана», а также в создании «Флоры СССР».

## Некоторые научные работы
- Григорьев, Ю. С. Plumbaginaceae // Флора Средней России / П. Ф. Маевский. — 6-е изд. — 1933. — С. 532—535.
- Григорьев, Ю. С., Королёва, А. С., Никитин, В. А. Очерк растительности западной части южный склонов Гиссарского хребта // Труды Таджикской базы АН СССР. — 1936. — Т. II. — С. 43—109.
- Григорьев, Ю. С. Секция Aconogonon Meisn. // Флора СССР. — 1936. — Т. 5. — С. 661—672.
- Григорьев, Ю. С., Васильченко, И. Т. Род Солодка — Glycyrrhiza L. // Флора СССР. — 1948. — Т. 13. — С. 230—242.

## Некоторые виды, названные в честь Ю. С. Григорьева
- Convolvulus grigorjevii Kamelin, 1997
- Cousinia grigoriewii Juz., 1937
- Orobanche grigorjevii Novopokr., 1950
- Pedicularis grigorjevii Ivanina, 1983
- Piptatherum grigorjevii Tzvelev, 1974